# Communauté de communes Aveyron Bas Ségala Viaur
La communauté de communes Aveyron Bas Ségala Viaur est une communauté de communes française, située dans le département de l'Aveyron et la région Occitanie.

## Historique
La communauté de communes Aveyron Ségala Viaur est créée le 1er janvier 2002.
Le 1er janvier 2017, la commune nouvelle du Bas Ségala, ancienne communauté de communes du Bas Ségala, rejoint l'intercommunalité.
Elle change de nom en août 2017 pour adopter celui de « communauté de communes Aveyron Bas Ségala Viaur ».

## Territoire communautaire

### Composition
La communauté de communes est composée des 7 communes suivantes :

| Nom                  | Code Insee | Gentilé         | Superficie (km2) | Population (dernière pop. légale) | Densité (hab./km2) |
| -------------------- | ---------- | --------------- | ---------------- | --------------------------------- | ------------------ |
| Rieupeyroux (siège)  | 12198      | Rieupeyrousains | 54,81            | 1 922 (2022)                      | 35                 |
| Le Bas Ségala        | 12021      |                 | 82,33            | 1 610 (2022)                      | 20                 |
| La Capelle-Bleys     | 12054      | Capellais       | 15,63            | 355 (2022)                        | 23                 |
| Lescure-Jaoul        | 12128      | Lescurois       | 18,52            | 222 (2022)                        | 12                 |
| Prévinquières        | 12190      | Prévinquiérans  | 20,86            | 275 (2022)                        | 13                 |
| La Salvetat-Peyralès | 12258      | Salvetatois     | 54,24            | 1 001 (2022)                      | 18                 |
| Tayrac               | 12278      | Tayracais       | 15,73            | 188 (2022)                        | 12                 |

### Démographie
| 1968  | 1975  | 1982  | 1990  | 1999  | 2008  | 2013  | 2018  |
| ----- | ----- | ----- | ----- | ----- | ----- | ----- | ----- |
| 8 200 | 7 651 | 7 358 | 6 615 | 6 037 | 5 900 | 5 725 | 5 571 |

## Administration

### Siège
Le siège de la communauté de communes est situé à Rieupeyroux.

### Les élus
Le conseil communautaire de la communauté de communes Aveyron Bas Ségala Viaur se compose de 27 conseillers représentant chacune des communes membres et élus pour une durée de six ans.
Ils sont répartis comme suit :
| Nombre de conseillers | Communes                                       |
| --------------------- | ---------------------------------------------- |
| 9                     | Rieupeyroux                                    |
| 7                     | Le Bas Ségala                                  |
| 4                     | La Salvetat-Peyralès                           |
| 2                     | La Capelle-Bleys, Lescure-Jaoul, Prévinquières |
| 1                     | Tayrac                                         |

### Présidence
| Période      | Période                         | Identité              | Étiquette | Qualité                              |
| ------------ | ------------------------------- | --------------------- | --------- | ------------------------------------ |
| 2008         | janvier 2017                    | Francis Saurel        | PS        | Maire de Lescure-Jaoul (1995 → 2020) |
| janvier 2017 | En cours (au 12 septembre 2020) | Jean-Eudes Le Meignen | DVD       | Maire du Bas-Ségala (2016 → )        |

### Régime fiscal et budget
Le régime fiscal de la communauté de communes est la fiscalité professionnelle unique (FPU).